# Blahó János
Blahó János (Nagyszénás, 1957. május 24. –) magyar biológia-földrajz szakos tanár, az Orosházi Táncsics Mihály Gimnázium intézményvezetője volt 1996 és 2022 között.

## Életútja
Nagyszénáson töltötte gyermekkorát. Nagyszülei gazdálkodók voltak Szentetornya területén. Édesapja cipész, bőrműves, míg anyja üveggyári dolgozó volt. Általános iskolai tanulmányait a nagyszénási Czabán Samu Általános Iskolában végezte el. Ezt követően az Orosházi Táncsics Mihály Gimnáziumban tanult. 1980-ban kezdte meg főiskolai tanulmányait a Juhász Gyula Tanárképző Főiskolán, biológia- földrajz általános iskolai, majd öt évvel később a JATE Természettudományi Karán földrajz középiskolai tanár szakon. 1999-ben a Budapesti Műszaki Egyetemen közoktatásvezetői szakképesítést szerzett, 2001-ben az SZTE-n településfejlesztő geográfus szakot végzett el. 2011-ben a Pécsi Tudományegyetem Földtudományok Doktori Iskola keretén belül summa cum laude értékelést kapott. Kutatási témája a társadalomföldrajz.
Eleinte Szentetornyán, majd Nagyszénáson, késõbb Orosházán tanított.
1987 és 2022 között egykori alma materébe visszatérve földrajzot és biológiát tanított. 1996-ban az orosházi gimnázium igazgatójának választották. 2022-ben bejelentette nyugdíjba vonulását.

## Díjai, elismerései
- Orosháza Városért elismerés (2020)
- Magyar Arany Érdemkereszt (2022)[5]
- Orosháza város díszpolgára (2022)
- Primus Inter Pares díj (2025)[6]

## Szervezeti tagságok
- Magyar Tudományos Akadémia
- Magyar Földrajzi Társaság
- Professors’ Society for the European Hungary
- Mendöl Tibor Emlékbizottság elnöke
- Maros-Körös Köze Oktatási és Kulturális Közhasznú Egyesület
- Orosházi Oktatási Kerekasztal
- Vinculum Közhasznú Egyesület alapító elnöke